# Bernard Maria Silvestrelli
Bernardo Maria Silvestrelli (ur. 7 listopada 1831 w Rzymie; zm. 9 grudnia 1911 w Moricone) – włoski błogosławiony Kościoła katolickiego.

## Życiorys
Uczył się w Kolegium Klementyńskim i Rzymskim. Po śmierci rodziców wstąpił do pasjonistów, przerwał nowicjat z powodu słabego zdrowia. W 1856 roku otrzymał święcenia kapłańskie. Posługiwał chorym w czasie epidemii cholery. W tym samym roku 1856 przyjęto go ponownie do nowicjatu. Został przełożonym domu przy Scala Santa w Rzymie; obrano go prowincjałem prowincji włoskiej, a w 1878 roku przełożonym generalnym całego Zgromadzenia. Zmarł mając 80 lat w opinii świętości.
Został beatyfikowany przez papieża Jana Pawła II 16 października 1988 roku.